# Batalla de Vittorio Veneto
La batalla de Vittorio Veneto enfrentó a las fuerzas armadas del Reino de Italia con las del Imperio austrohúngaro durante la Primera Guerra Mundial y significó la derrota definitiva del Imperio. Tuvo lugar entre los días 24 de octubre y 2 de noviembre de 1918 en la localidad del mismo nombre, en la provincia de Treviso al norte de Italia, cerca de la actual frontera con Austria.

## Antecedentes

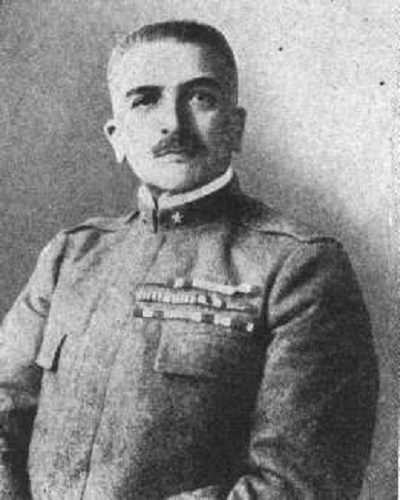
General Armando Díaz, comandante de las fuerzas italianas en la batalla de Vittorio Veneto.

Durante la Batalla de Caporetto (del 24 de octubre de 1917 hasta el 9 de noviembre del mismo año), el Regio Esercito italiano perdió 300.000 hombres entre desaparecidos, capturados y muertos, además de retroceder casi 80 kilómetros de sus posiciones originales en el frente. Esto forzó a que el comandante supremo italiano, general Luigi Cadorna, fuera destituido por el primer ministro italiano Vittorio Emmanuele Orlando y reemplazado por el general Armando Diaz. Diaz organizó nuevamente las tropas, bloqueó el avance enemigo y estableció una línea de frente estable en el río Piave. Ahí recibió refuerzos y provisiones para enfrentar el ataque que según la inteligencia italiana los austriacos realizarían pronto, pero no fue así: solo hubo enfrentamientos ligeros entre las avanzadas de ambos ejércitos. El combate principal no ocurrió hasta un año después, el 24 de octubre de 1918.

## La batalla
Después de las Batallas del Piave, donde los italianos repelieron los avances austriacos, el general italiano Armando Diaz impuso su estrategia de acumular fuerzas y mantener una línea defensiva estable, rechazando las anteriores tácticas italianas de lanzarse a ofensivas violentísimas (como había sucedido desde la Primera Batalla del Isonzo) con asaltos frontales que sólo generaban escasas ganancias de territorio a cambio de elevadísimas bajas propias, y sin causar daños decisivos al enemigo austrohúngaro. 
Díaz rehusó las sugerencias de lanzar una ofensiva general a lo largo del todo el frente, considerando necesario que Italia emprenda una sola gran ofensiva en un punto concreto y que decidiera el curso de la guerra, pero hacerlo solo después de una cuidadosa planificación. El proyecto de Diaz y su estado mayor consistía en que tres de los cinco cuerpos de ejército italianos cruzarían el río Piave desde la desembocadura de este y desde la zona de Monte Grappa, en simultáneo, para reunirse en la localidad de Vittorio, con el fin de cortar las comunicaciones entre los dos grandes cuerpos de ejército austrohúngaros que se les oponían.
A mediados de octubre el Regio Esercito disponía ya de 51 divisiones en el frente, a las que se unieron tres divisiones británicas, dos francesas, una checoslovaca y un pequeño regimiento estadounidense, sumando unos 370,000 hombres. Al frente las tropas austrohúngaras contaban con 52 divisiones que comprendían unos 330,000 combatientes, aunque con menos artillería que los italianos y una baja moral combativa debido a los recientes reveses bélicos de las Potencias Centrales en Francia. La ofensiva general empezó así el 24 de octubre, el aniversario de la gran derrota italiana de Caporetto.

### Ofensiva italiana
Por miedo a terminar la guerra en una situación de derrota militar, el gobierno italiano liderado por Vittorio Emanuele Orlando buscó aprovechar del hecho que ya se estaba tratando como lograr la paz con Austria-Hungría, los contactos entre las Potencias Centrales y las delegaciones de la Triple Entente eran conocidos y ya habían empezado a inicios de octubre. De hecho, el propio emperador Carlos de Austria comunicaba a los Aliados el 5 de octubre su deseo de pactar una paz basada en los Catorce Puntos del presidente estadounidense Woodrow Wilson, lo cual permitiría salvar la existencia del Imperio como una "federación de estados".
Ante esta situación, tanto el gobierno de Orlando como el comando del Regio Esercito apresuró los preparativos, ciertos de un éxito debido a la mala situación política de Austria-Hungría, cuyas tropas se hallaban desmoralizadas al filtrarse noticias de los contactos para lograr una paz "honorable", y cuando soldados de origen magiar, eslavo, o rumano, se mostraban renuentes a participar en operaciones bélicas bajo mando austríaco cuando el fin de las hostilidades parecía casi inevitable. 
En la primera fase, los italianos movieron sus fuerzas del Monte Grappa, en la sección norte del frente, para atraer allí a las reservas austrohúngaras; logrado este objetivo, se dispuso el cruce del Piave pero ello resultó difícil debido a una repentina crecida de la corriente. No obstante, tras un febril trabajo de los ingenieros militares uno de los tres cuerpos de ejército italianos dispuestos para el avance logró su cometido y logró fijar una cabeza de puente en la orilla este del Piave el 27 de octubre tras un eficaz bombardeo artillero que descolocó a los defensores austrohúngaros y desorganizó sus posiciones. 
Obtenida la cabeza de puente, fueron trasladadas allí las demás reservas italianas para aprovechar la brecha penetrando en las líneas austrohúngaras a lo largo del 29 de octubre. El general Svetozar Boroević von Bojna, comandante máximo de las fuerzas austrohúngaras, ordenó un inmediato contraataque, pero éste fracasó debido a que gran número de sus propias tropas ya estaban desmoralizadas. 
Tras un sostenido avance, el 29 de octubre las fuerzas del Octavo Ejército italiano al mando del general Enrico Caviglia, tomaron la localidad de Vittorio (que sería rebautizada en 1923 como Vittorio Veneto), considerada la meta de la ofensiva italiana, mientras que las fuerzas austrohúngaras de la zona debían replegarse en inferioridad numérica al tener sus reservas ya comprometidas para contener a los italianos en el Monte Grappa. La caída de Vittorio ponía en difícil situación a las tropas austrohúngaras que se hallaban en el Monte Grappa, más al oeste, pues las tropas italianas podían ahora cortarles toda retirada al controlar el curso medio del Piave. 
Para dificultar más la situación austrohúngara, el 28 de octubre el Comité Nacional Checoslovaco refugiado en París proclamó la independencia de Checoslovaquia; cuando esta noticia llegó al frente al día siguiente, los soldados de origen checo y eslovaco amenazaron con amotinarse si se les obligaba a seguir luchando. El mismo día 29 de octubre el Reino de Serbia también declaraba la "independencia de los croatas y eslovenos", causando motines también entre tropas de estas nacionalidades, provocando que el estado mayor austrohúngaro ordenase una retirada general a lo largo del Piave ya desde la tarde del 28 de octubre. 
A partir del día 29 las tropas austrohúngaras empezaron a sumirse en el caos, ante la masiva negativa de las tropas de origen eslavo a seguir luchando, junto con el riesgo de quedar cercados por los italianos en el Monte Grappa y al sur de Vittorio. El estado mayor del general Boroević von Bojna hizo llegar a los italianos una solicitud de cese del fuego en la tarde del día 29 pero para entonces era ya evidente que los oficiales austrohúngaros no podían asegurar la obediencia de sus tropas, mientras que además la oficialidad de origen eslavo se resistía a las órdenes llegadas de Viena.

### Colapso militar austrohúngaro

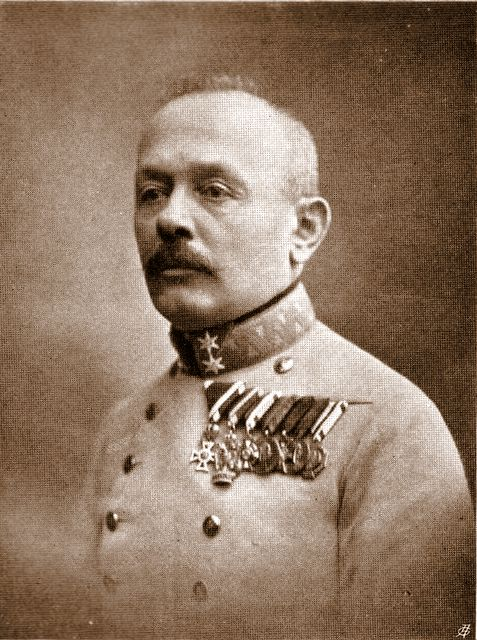
Svetozar Boroevic Von Bojna, comandante de las fuerzas austrohúngaras en el frente italiano durante la Primera Guerra Mundial.

Los parlamentarios austrohúngaros liderados por el general Viktor Weber von Webenau fueron recibidos por los representantes militares italianos dirigidos por el general Pietro Badoglio en la ciudad de Padua, para acordar un armisticio, pero la delegación italiana requirió allí en la práctica una capitulación completa del Imperio Austrohúngaro. Tras diversas consultas dirigidas a Viena, el gobierno imperial no atinó a enviar instrucciones precisas: en el gabinete del emperador Carlos I ningún ministro deseaba asumir responsabilidades de una rendición al ser evidente la derrota, pero tampoco se disponía de medios para contener la acelerada disolución del ejército en el frente de combate. Al no llegarse a un acuerdo, los italianos siguieron su avance a lo largo del 30 de octubre, con resistencia ofrecida solo por soldados austriacos, pues para esa fecha la mayoría de combatientes de origen eslavo del Ejército austrohúngaro ya habían desertado o se habían amotinado contra sus oficiales.
Para colmo, el 30 de octubre estalló en Budapest una una revolución que destituyó al gobierno húngaro y tras conocerse el real alcance de la derrota ante los italianos, el Reino de Hungría pidió también separarse de Austria el 31 de octubre, lo cual implicaba la disolución misma del estado austrohúngaro. Para esa fecha los austrohúngaros habían sufrido unas  30,000 bajas entre muertos y heridos, dejando entre 300,000–500,000 prisioneros (50,000 se rindieron el día 30 de octubre, y 100,000 se rindieron el 1 de noviembre, sumando un total de 428,000 hasta el 4 de noviembre). Las bajas italianas sumaron unos 37,000 hombres entre muertos y heridos. El 1 de noviembre los austriacos ya se habían retirado de la ladera sur de los Alpes y abandonado los alrededores del el Monte Grappa, mientras que los italianos tomaban Feltre y Belluno. Al día siguiente los italianos penetraban en Trentino y en el Friul, invadiendo territorio imperial propiamente dicho, pero no llegaba desde Viena una orden expresa de cese de fuego, lo cual daba pretexto a que las fuerzas italianas siguieran su avance contra una cada vez más débil resistencia austríaca, ocupando Portogruaro, cruzando el río Tagliamento, y retomando Údine entre el 2 y 3 de noviembre.
En la mañana del 3 de noviembre la ciudad imperial de Trieste fue tomada por los italianos que desembarcaron en la ciudad tras esperar que a lo largo de la tarde del día 2 las tropas austriacas se retiren de la ciudad sin resistencia alguna; solo después de saberse de la ocupación italiana de Trieste llegó a Padua la autorización final desde Viena para que se celebrase un armisticio entre Italia y Austria en la finca campestre conocida como Villa Giusti a las afueras de Padua. El armisticio fue suscrito el 3 de noviembre a las 15.30 horas, pactando ambas partes que entraría en vigor en un plazo de 24 horas por la dificultad en coordinar un cese al fuego debido al colapso militar de Austria-Hungría, donde regimientos enteros marchaban a retaguardia sin permiso de sus jefes, pero sin que estos pudieran evitarlo, cortando las comunicaciones entre tropas. 
Pese a ello el general Viktor Weber von Webenau requirió a su contraparte italiano Piero Badoglio a cesar el avance italiano en tanto los soldados austriacos ya habían abandonado la lucha y las tropas magiares y eslavas habían dejado del frente, pero Badoglio replicó que las fuerzas del Regio Esercito seguirían avanzando hasta el 4 de noviembre a las 15.30 horas, empleando esas últimas horas de "guerra" para ocupar la mayor cantidad posible de territorio aprovechando que Austria no podía evitar tales acciones debido a la descomposición del Ejército austrohúngaro, y amenazando con proseguir la campaña bélica si no se aceptaban las condiciones italianas. Así, en las últimas horas antes de la entrada en vigor del Armisticio, los italianos alcanzaron el río Isonzo, y tomaron Gorizia, recuperando con ello casi todo el territorio que habían perdido tras el desastre de Caporetto.

## Consecuencias
La derrota en esta batalla del ejército de Austria-Hungría, precipitó la disolución de sus tropas y con ello el desmembramiento efectivo del Imperio. El resultado de la lucha también influyó en la derrota del Imperio alemán que tras la derrota de Austria-Hungría quedaba con otro frente militar al sur, frente que Alemania no podía ya atender pues todas sus tropas útiles estaban concentradas contra las ofensivas del bando aliado en Francia al oeste. 
Bajo los términos del armisticio de Villa-Giusti, las tropas austrohúngaras debieron ser evacuadas de todo el territorio italiano ocupado desde 1915 pero también de toda la región del Tirol, Tarvisio, el valle del Isonzo, Gorizia, Trieste, Istria, el oeste de Carniola, y Dalmacia. Las tropas del Imperio Alemán deberían ser expulsadas de Austria-Hungría o internadas, y las tropas aliadas tendrían libre acceso a territorio austríaco (para así más adelante alcanzar Alemania desde el sur). Para esa fecha Austria-Hungría carecía de fuerza militar capaz de oponerse a estas condiciones, mientras que el propio Imperio austrohúngaro estaba al borde de la extinción, por lo cual las cláusulas italianas fueron aceptadas prontamente. 
Hacia mediados de noviembre de 1918 las tropas italianas ocuparon todo el Tirol, incluyendo la ciudad de Innsbruck, entrando en conflicto con el presidente estadounidense y los altos mandos de la Entente, que exigieron a los italianos retirarse de la región. No obstante, Italia insistió en mantener su ocupación militar sobre el Tirol hasta la firma del Tratado de Saint-Germain-en-Laye en setiembre de 1919, aunque las últimas tropas italianas no dejaron de facto suelo austriaco hasta diciembre de 1920.